# Arnold Theiler
Sir Arnold Theiler (26. března 1867 – 24. července 1936), nositel řádu sv. Michala a sv. Jiří, nositel vyznamenání Pour le Mérite, je považován za zakladatele veterinární vědy v Jižní Africe. Narodil se ve Fricku, kanton Aargau ve Švýcarsku. Vysokoškolské vzdělání získal v Curychu, kde se následně i jako veterinární lékař živil. V roce 1891 odcestoval do Jižní Afriky, kde zprvu pracoval jako zemědělský dělník na Irene Estates poblíž Pretorie, vlastněné Nellmapiusem, ale ještě v témže roce si otevřel vlastní veterinární praxi.
Jeho úspěch při přípravě vakcíny proti pravým neštovicím, kterými zabránil šíření této nákazy mezi horníky ve Witwatersrand, mu vynesl jmenování státním veterinářem v Transvaalské republice. V této funkci také sloužil během Anglo-Búrské války v letech 1899–1902. V tomto období se jeho výzkumný tým zabýval přípravou vakcíny proti moru skotu. Jeho obrovská energie, průkopnický duch, osobní nasazení a profesionální integrita mu vynesly mezinárodní uznání.
V roce 1919 popsal onemocnění koní, dnes známé jako Theilerova choroba, při které dochází k akutní hepatitidě koní. Theiler prokázal souvislost s užitím vakcinační látky obsahující koňské sérum a určené k vakcinaci koní proti moru koní. Dnes je známo, že toto onemocnění je infekčního původu a je způsobeno parvovirem, popř. pegivirem.
Theiler byl prvním ředitelem Onderstepoort Veterinary Research Institute při Pretorii. Tento ústav pod jeho vedením prováděl výzkum afrického moru koní, nagany, malárie, horečky východního pobřeží (Theileria parva) a nemocí přenášených klíšťaty, jako je babezióza, ehrlichióza či anaplasmóza. V roce 1920 byla při Institutu založena Veterinární fakulta Univerzity v Pretorii, která jako první umožnila studium zájemcům o veterinární vzdělání v Jižní Africe. Theiler se stal prvním děkanem této fakulty.
Oženil se s Emmou Sophie Jegge (1861–1951) a s ní měl dva syny a dvě dcery, z nichž mladší dva pracovali v Onderstepoort: Hans (1894–1947), veterinář; Markéta (1896–1988), učitelka; Gertrud (1897–1986), parazitoložka a profesorka; a Max Theiler (1899–1972), laureát Nobelovy ceny v roce 1951 za fyziologii a medicínu.